# Iago Herrerín
Iago Herrerín Buisán (Bilbao, 25 januari 1988) is een Spaans voetballer die als doelman speelt. Hij tekende in september 2022 een éénjarig contract bij Valencia CF. 

## Clubcarrière
Herrerín komt uit de jeugdacademie van Athletic Bilbao. In het seizoen 2006/07 speelde hij voor CD Baskonia, de satellietclub van Athletic Bilbao, die uitkwam in de Tercera División.  Dit is het derde niveau van de club.  Hetzelfde seizoen werd hij uitgeleend aan Barakaldo CF, een ploeg uit de Segunda División B. Daarna speelde hij vanaf jaargang 2007/08 drie seizoenen voor reeksgenoot Bilbao Athletic, de tweede satellietclub van Athletic Bilbao. 
Zonder ooit voor de eerste ploeg gespeeld te hebben, verliet hij de ploeg voor twee seizoenen en tekende voor reeksgenoot Atlético Madrid B.  Ook daar kon hij niet doorgroeien tot het A-team
Dat lukte wel vanaf 2012 toen hij een tweejarig contract tekende bij Athletic Bilbao.  Het eerste seizoen werd hij meteen verhuurd aan CD Numancia, een ploeg uit de Segunda División A.  Hier speelde hij voor het eerst op professioneel niveau en kon het vertrouwen winnen waardoor hij vierendertig wedstrijden speelde.  Tijdens het seizoen 2013/14 was hij tweede doelman achter Gorka Iraizoz bij Athletic Bilbao, spelend in de Primera División.  Na drie seizoenen en twaalf competitiewedstrijden en eenentwintig bekerwedstrijden, werd hij uitgeleend aan een nieuwkomer in de Primera División, CD Leganès.  Daar zou hij tijdens seizoen 2016/17 eenentwintig wedstrijden spelen en meehelpen met het behoud van het team uit Madrid.  Vanaf seizoen 2017/18 speelde hij vierenveertig wedstrijden tijdens vier seizoenen bij Athletic Bilbao.  Het meest succesvolle was seizoen 2018/19 met eenendertig wedstrijden en toen tijdens seizoen 2020/21 hij niet één wedstrijd speelde, werd zijn contract niet meer verlengd.
De doelman speelde vervolgens een jaar in het Midden-Oosten bij Al-Raed uit Saoedi-Arabië. In september 2022 tekende Herrerín na een succesvolle stage een contract tot het einde van het seizoen bij Valencia CF. De club haalde hem om de mogelijkheden op doel te vergroten na de langdurige blessure van Jaume Domènech. Bij Valencia ging Herrerín de strijd aan met Giorgi Mamardasjvili en Cristian Rivero om een plaats onder de lat.

## Erelijst
| Supercopa de España | 1x | 2015 |

1 Simón ·
3 Vivian ·
4 Paredes ·
5 Álvarez ·
6 Vesga ·
7 Berenguer ·
8 Sancet ·
9 I. Williams ·
10 Muniain  ·
11 N. Williams ·
12 Guruzeta ·
13 Agirrezabala ·
14 D. García ·
15 Lekue ·
16 Ruiz de Galarreta ·
17 Berchiche ·
18 De Marcos ·
19 García de Albéniz ·
20 Villalibre ·
21 Herrera ·
22 R. García ·
23 Nolaskoain ·
24 Prados ·
29 Ares ·
30 Gómez ·
Coach: Valverde